# Ернст Ексс
Ернст Ексс (нім. Ernst Exss; 22 вересня 1896, Лінденберг — 28 січня 1965, Реклінґгаузен) — німецький офіцер, генерал-майор люфтваффе (1 квітня 1942).

## Біографія
Учасник Першої світової війни. 9 липня 1920 року перейшов на службу в поліцію. З 1922 року одночасно навчався в Мюнстерському університеті. 1 липня 1935 року перейшов у люфтваффе. З 2 грудня 1935 року навчався на другому курсі у Військово-повітряному училищі Берліна-Гатова. З 1 квітня 1936 року розпочав підготовку пілота-спостерігача, 1 липня переведений в штаб 1-ї групи 155-ї бомбардувальної ескадри. З 1 січня 1937 року — командир 2-ї групи 153-ї бомбардувальної ескадри. З 1 грудня 1938 року — викладач тактики Вищого військово-повітряного училища Берліна-Гатова.
З 8 листопада 1939 року служив у 55-й бомбардувальній ескадрі. З 18 грудня 1939 року — командир 1-ї бомбардувальної ескадри. Учасник Французької кампанії. З 15 липня 1940 року — член Комісії з франко-німецького перемир'я, відповідав за дотримання перемир'я з питань ВПС. З 16 жовтня 1940 року — керівник 5-ї контрольної комісії люфтваффе. З 15 березня 1943 року — офіцер для особливих доручень 3-го повітряного флоту. З 21 травня 1943 року — командир авіабази Гілзе-Реєн в Нідерландах. 6 жовтня 1944 року переведений в командування 4-ї авіаційної області. З 9 січня 1945 року — командир авіабази Верони. 2 травня 1945 року взятий в полон. Звільнений в липні 1947 року.

## Нагороди
- Залізний хрест 2-го і 1-го класу
- Нагрудний знак пілота-спостерігача (Пруссія)
- Почесний кубок для переможця у повітряному бою
- Королівський орден дому Гогенцоллернів, лицарський хрест з мечами
- Пам'ятний знак пілота (Пруссія)
- Почесний хрест ветерана війни з мечами
- Медаль «За вислугу років у Вермахті» 4-го, 3-го, 2-го і 1-го класу (25 років)